# Dwór w Żółwinie
Dwór w Żółwinie – dwór z XIX wieku zaprojektowany przez Józefa Bobińskiego dla Michaliny Rzyszczewskiej z rodu Radziwiłłów, znajdujący się w podwarszawskiej miejscowości Żółwin.

## Historia
W 1852 r. 35-letnia wówczas hrabina Michalina Rzyszczewska z rodu Radziwiłłów, żona Leona Rzyszczewskiego herbu Pobóg, kupiła Żółwin, Kopaną i Grudów. Budowę dworu rozpoczęto w okolicach czerwca 1853 roku, według projektu Józefa Bobińskiego, gdy Michalina Rzyszczewska wróciła z podróży do Wenecji. Następnym właścicielem posiadłości od 1862 roku był Eustachy Marylski, potem należała do Zielińskich, a od 1877 roku do Szellerów, którzy założyli żółwiński park. W roku 1930 właścicielem został Michał Natanson. Na początku II wojny światowej, dwór stał się schronieniem dla wysiedlonych Polaków, ukrywających się Żydów, a po Powstaniu Warszawskim – dla uchodźców ze stolicy. Podczas Powstania Warszawskiego zjawił się tu Ferdynand Antoni Ossendowski, wtedy budynek był w posiadaniu Henryka Witaczka, który odkupił posiadłość od Henryka Natansona (syna Michała Natansona) w 1940 roku.
Według wspomnień Beaty Witaczek-Nehring: „Żółwin natychmiast stał się przytuliskiem dla wygnańców z Poznańskiego i Kresów Wschodnich i w końcu dla Warszawiaków (1944 r.). W różnych okresach przebywali tam: Maria Dąbrowska, Anna Kowalska, Ewa Szelburg-Zarembina, Stefan Krzywoszewski, Ferdynand Ossendowski. W Żółwinie prowadzono w dalszym ciągu doświadczalne wychowy jedwabników i kursy instruktorskie. Wielokrotnie przebywały tam osoby zaangażowane w konspirację, którym potrzebna była okresowa zmiana miejsca pobytu. Często znajdowały się też tam osoby pochodzenia żydowskiego”.
Po II wojnie światowej, budynek stawał się zaniedbany. W 2005 roku dwór w Żółwinie został wykupiony przez Zbigniewa Prokopowicza i Sylvie Marie Louise Cambou-Prokopowicz oraz został przez nich odrestaurowany. Niegdyś pełnił funkcję niewielkiego hotelu.

## Opis architektury
Dwór o późnoklasycystycznym stylu architektonicznym. Budynek jest wzniesiony na planie wydłużonego prostokąta. Parterowy, z jedną kondygnacją podziemną. Dwie części elewacji frontowej są rozdzielone portykiem toskańskim, mają zupełnie inny rytm rozmieszczenia okien, w prawej części okna występują parami, w lewej części pojedynczo. W elewacji znajdującej się od strony ogrodu ryzalit jest zwieńczony balustradą i został poprzedzony tarasem, ma również parzystą liczbę otworów.
Park, którym otoczony jest dwór, ma powierzchnię 7 hektarów.
Budynek osadzony jest wśród roślinności ze stuletnimi drzewami i licznymi stawami. Dom wznosi się w pobliżu figury Marii Dziewicy (statuę zbudowano w 1867 roku w południowym skrzydle parku).